# Hermann Köchly
Hermann Köchly (Lipsia, 5 agosto 1815 – Trieste, 3 dicembre 1876) è stato un filologo classico tedesco.

## Biografia
Studiò a Lipsia, insegnò al Proginasium di Saalfeld (1837) e alla Kreuzschule di Dresda (1840). Nel febbraio 1849 Köchly fu eletto nella camera bassa del Regno di Sassonia, ma quello stesso anno fu costretto a fuggire a Bruxelles a causa della sua partecipazione all'insurrezione di maggio. Fu nominato professore di filologia classica a Zurigo nel 1851 e a Heidelberg nel 1864. Fu membro del Reichstag dal 1871 al 1873 e si unì al Partito progressista.

## Opere

### Riforme educative
- Ueber das Princip des Gymnasialunterrichts der Gegenwart (1845)
- Zur Gymnasialreform (1846)

### Epiche greche
- Critical essays on Quintus Smyrnæus (Leipzig, 1830)
- Hesiod, in collaborazione con Gottfried Kinkel (1870)
- An edition of Aratus, Manethonis, Maximi et aliorum astrologica (Paris, 1851)
- An edition of the text of Apostelesmata (Leipzig, 1858)
- Dionysiaca of Nonnos (Leipzig, 1858)
- Seven dissertations on De Iliadis carminibus (Zürich, 1850–59)
- De diversis Hesiodeæ Theogoniæ partibus (Zürich, 1860)
- Iliadis Carmina XVI (1861)
- Three dissertations on De Odysseæ carminibus (Zürich, 1862–63)
- Opuscula epica IV (Zürich, 1864).

### Materie militari antiche
- Geschichte des Griechischen Kriegswesens (Aarau, 1852)
- Grieschische Kriegsschriftsteller (Leipzig, 1853–55), vol. 1, vol. 2 part 1, vol. 2 part 2.
- Enleitung in Cäsars Kommentarien über den gallischen Krieg (Gotha, 1857)
- Onosandri de imperatoris officio Liber (Leipzig, 1860)

### Altre opere
- Edizioni Arrian Anabasis (1861)
- Edizioni di Euripides and Iphigenia in Taurien (1863)
- Edizioni Medea (1867)

Fece delle traduzioni, in particolare su Cesare, Eschilo, ecc. Una collezione delle sue opere minori si trova nella sua Opuscula academica (Leipzig, 1853–56), Akademische Vorträge und Reden (Zürich, 1856) and Opuscula philologica (Leipzig 1881-82).